# Farma wiatrowa w Lipnikach
Farma wiatrowa w Lipnikach – elektrownia wiatrowa uruchomiona w lipcu 2011 roku we wsi Lipniki, na terenie gminy Kamiennik, w południowo-zachodniej części województwa opolskiego. 
Farma powstawała jako inwestycja hiszpańskiej firmy Gamesa, następnie przejęta w 2009 przez niemiecką WSB Neue Energien Holding GmbH. Tauron Ekoenergia odkupił farmę 28 września 2011 roku.
Farma składa się z 15 turbin wiatrowych REpower MM92 o mocy znamionowej 2 MW każda. Łączna moc znamionowa farmy to 30,75 MW. Farma wiatrowa jest przyłączona do sieci energetycznej w miejscowości Cieszanowice, gdzie od 2022 roku skojarzona jest z bateryjnym magazynem energii elektrycznej.